# Aclerda signoreti
Aclerda signoreti är en insektsart som beskrevs av Karl Hermann Leonhard Lindinger 1912. Aclerda signoreti ingår i släktet Aclerda och familjen Aclerdidae.
Artens utbredningsområde är Österrike. Inga underarter finns listade i Catalogue of Life.